# グロリアス駅
グロリアス駅（カタルーニャ語：Estació de Glòries、スペイン語：Estación de Glòries）はスペインのカタルーニャ州バルセロナ県バルセロナサン・マルティにある、バルセロナ交通局（TMB）の駅。バルセロナ地下鉄1号線とトラムベソス（トラム）T4・T5・T6号線が乗り入れている。
「インフラに関する国家協定」と首都圏交通局 (ATM) の2009年-2018年インフラ基本計画によると、地下鉄8号線が当駅を経由してパルク・デル・ベソス駅まで延伸することが計画されている。

## 歴史
地下鉄駅は1951年に開業。2004年5月8日にトラムベソスが開通し、T4号線が乗り入れ開始。2006年10月14日にT5線・当駅-ベソス間が開通したことにより乗り入れ開始、2012年2月20日には系統変更によりT6線も乗り入れるようになった。

## 駅構造

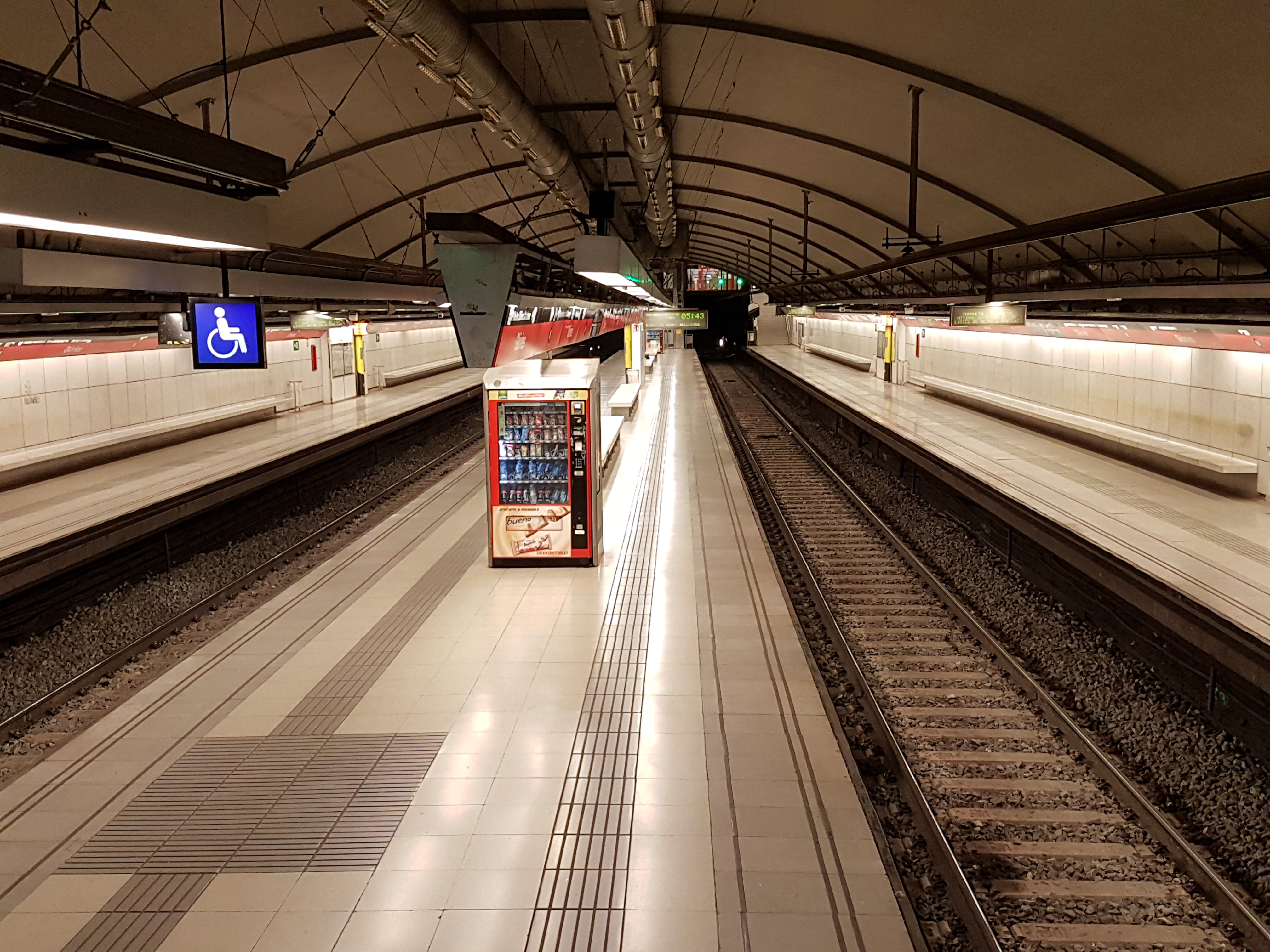
1号線ホーム

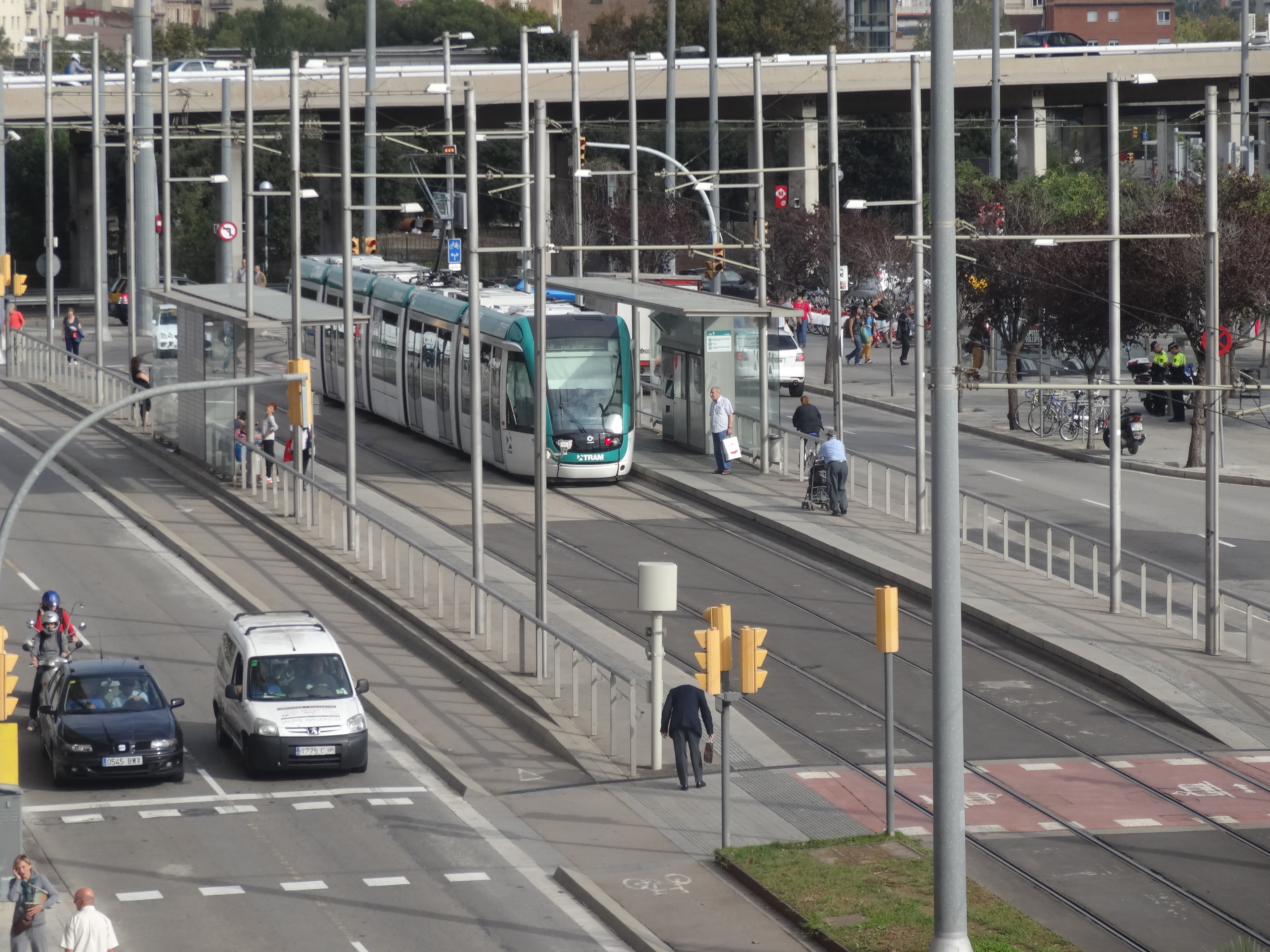
トラムホーム

1号線はグロリアス・カタラネス広場の地下に駅施設がある、上下線を相対式ホーム上下各1面と島式ホーム1面で挟み込む計3面2線の地下駅。ホームは乗車・降車専用で別れているわけではない。
トラムベソスはメリディアナ通り上のエンカンス市場の目の前にある、相対式ホーム2面2線の地上駅。

## 利用状況
2011年12月のデータによると、地下鉄駅だけで平日に平均18,000人近くの利用があった。

## 駅周辺
- グロリアス・カタラネス広場（英語版、カタルーニャ語版、スペイン語版）
- バルセロナ・デザイン美術館（英語版、カタルーニャ語版、スペイン語版）
- トーレ・グロリアス
- ウェストフィールド グロリアス・モール
- ラ・ファリネラ・デル・クロット（カタルーニャ語版、スペイン語版）
- グラン・クラリアナ（Gran Clariana）
- エンカンス市場（カタルーニャ語版）

## 隣の駅
バルセロナ交通局
 地下鉄1号線
マリーナ駅 - グロリアス駅 - クロット駅
 トラムT4号線
オーディトリ|ティアトル・ナシオナル駅  - グロリアス駅 - カララニョ駅
 トラムT5号線、 トラムT6号線
グロリアス駅 - ラ・ファリネラ駅